# Haus Thal
Haus Thal war eine Wasserburg an der Sülz bei Immekeppel (Rheinisch-Bergischer Kreis) im früheren bergischen Amt Porz.
Ende des 16. Jahrhunderts bis ca. 1620 befand sich das Haus im Besitz der Familie von Reuschenberg. Unter Herzog Wolfgang Wilhelm von Pfalz-Neuburg (im 17. Jahrhundert) war es ein landtagsfähiger Rittersitz im Herzogtum Jülich-Berg.
Die Landesaufnahme Topographia Ducatus Montani von Erich Philipp Ploennies verzeichnet die Wasserburg 1715 als „Adelich Haus“.
Die Wasserburg bestand in ihrer Blütezeit aus dem Burghaus mit den auf der Burginsel geschützten landwirtschaftlichen Gebäuden sowie einem völlig verschwundenen, nördlich vorgelagerten landwirtschaftlichen Hof.
Von der vor 1605 errichteten Anlage ist im Juni 2008 der letzte Rest des längsrechteckigen Wassergrabens einplaniert worden. Erhalten ist der einst am Rande der Burginsel errichtete Unterbau des heutigen Gartenpavillons mit einer datierten Wetterfahne von 1721.
Das in dieser Zeit zum Herrenhaus mit ausstrahlenden Alleen umgebaute und erneuerte Burghaus wurde bereits 1968 abgerissen. Das vom Baukörper her vergleichbare, jenseits Immekeppel gelegene Burghaus Hellenthal dagegen ist erhalten.
Haus Thal gehörte zu den Burgen und Schlössern des Sülztales, wie: Schloss Georghausen, Haus Venauen, Schloss Eulenbroich.